# اليافع والسنونو
اليافع والسنونو (تحمل أيضًا اللقب الفيكتوري «المبذر والابتلاع») وهي أحد أساطير عيسوب ورقمها 169 في مؤشر بيري، والذي يرتبط أيضاً بالمثل القديم "'One swallow doesn't make a summer"
(زهرة واحدة لا تصنع صيفاً).

## الحِكاية

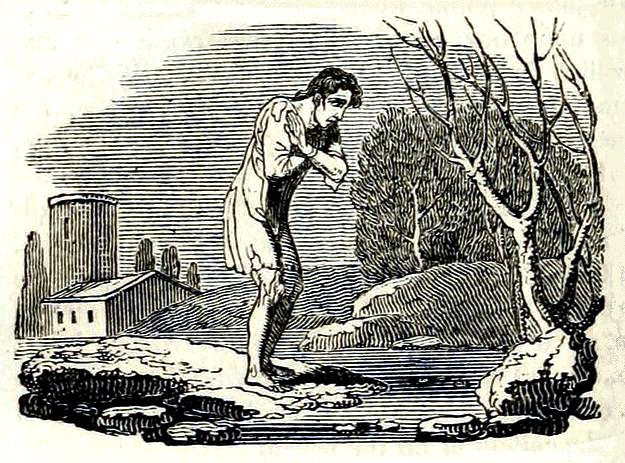
نقش خشبي من طبعة عام 1814 لكتاب صموئيل كروكسال " خرافات إيسوب"

تظهر القصة فقط في المصادر اليونانية في العصور القديمة وقد تكون كُتبت لشرح المثل القائل «زهرة واحدة لا تصنع صيفا» (μία γὰρ χελιδὼν ἔαρ οὐ ποιεῖ)، المسجل في كتاب أرسطو الأخلاق النيقوماخية (I.1098a18)). من الأمثلة الأخرى التي تظهر أن الحكايات مشتقة من الأقوال المأثورة حِكاية ذا ماونتين ان لابور، التي سجلها فايدروس، وأيضاً والقفز من المقلاة إلى النار بواسطة لورينتيوس أبستيميوس.
تدور الحكاية حول شاب ينفق كل أمواله على القمار والمعيشة الفاخرة ليجد نفسه بعد حين، انه يملك عباءة واحد فقط ليقيَ نفسه من البرد. يرى اليافع طائر السنونو محلقاً بوقت مبكرٍ غير إعتيادي، ليستنتج الرجل من خلال ذلك أن الخريف قد حان، ويبيع عباءته لإستخدام العائدات محاولاً ان ينعش ثروته مجدداً برهانٍ أخير، فخسر أمواله مجدداً، إضافة إلى أن البرد القارس قد هبّ. ويجد بعد ذلك طائر السنونو مجمداً حتى الموت ويلومه اليافع على جميع ماحصل له، ويتهمه بالخداع. في الإصدارات اللاحقة، تستكمل الأحداث بموت هذا اليافع أيضاً من شدة البرد على ضفة جدول متجمّد.
على الرغم من أن الحِكاية تُرجمت إلى نثر لاتيني في القرن الخامس عشر،  لم تُضمّن في المجموعات الأوروبية المحلية في ذلك الوقت، ولكن بدأ تسجيلها في القرن السادس عشر. تم تضمين النسخ الشعرية بالفرنسية في ليه فابلز ديسوب فريجيان، ميزس إن ريم فرانسواز (1542)  وباللاتينية بواسطة هيرونيموس أوسيوس (1564).
لم تظهر الحكايات في إنجلترا في مجموعات حتى القرن السابع عشر، لكن القول الشهير «زهرة واحدة لا تصنع صيفاً»، سُجل قبل قرن من الزمان. ليدرج إيراسموس نسخته اللاتينية في كتابه Adagia والمثل شائع في جميع أنحاء أوروبا.

## روابط خارجية
- Illustrations from the 16th to the 20th century